# Mando Diao
Mando Diao er et svensk rockband stiftet i 1999 af Björn Dixgård og Gustaf Norén, der startede et musikalsk partnerskabe allerede i 1995, da Norén blev indlemmet i Dixgårds Portishead-inspirerede trip hop-gruppe. De to indså dog hurtigt, at det var sjovere at spille 60'er- og punk-rock. I løbet af de næste tre år allierede de sig med Samuel Giers og Carl-Johan Fogelklou, som ligeledes er en del af bandet.

## Historie
Efter at have spillet de 7 lokale barer/spillesteder i hjembyen Borlänge tynde, vendte Mando Diao i 2001 blikket mod Stockholm, hvor det her blev til en del koncerter. I 2001 gik gruppen i studiet og begyndte indspilningerne til EP'en Motown Blood og senere debutalbummet Bring 'Em In, der kom på gaden i 2002.
På 'Bring 'Em In' hørtes tydelige referencer til både The Small Faces, The Who og The Beatles og gruppens medlemmer lignede også mods, der var blevet beamet små fyrre år frem i tiden. Mando Diaos energiske retrorock opnåede allerede efter udgivelsen af debutpladen international opmærksomhed og bandet hittede stort i Japan.
Efter udgivelsen af Bring 'Em In indlemmedes Mats Björke i Mando Diao og han har siden fungeret som fast tangentklimper. Herefter brugte Björke sammen med resten af Mando Diao stort set hele 2003 på at turnére kloden rundt.
I 2004 kom så gruppens andet album Hurricane Bar, der blev gruppens store gennembrud i Tyskland. Som på forløberen var alle numre skrevet af de to frontfigurer Dixgård og Norén. Ud over 60'er-inspirationen kunne der på Hurricane Bar også høres referencer til The Clash og de samtidige engelske indierockere i The Libertines.
Gruppens forrige album Ode To Ochrasy udkom i 2006 og var en slags begrebalbum, hvor enkelt nummer var dedikeret til en af de weirdos, gruppen tidligere var stødt på. Musikalsk spænder albummet lidt bredere end de to forgængere. Ode To Ochrasy rummer elementer af salsa-pop, psychedelica, pop-punk, funk og soul.

## Diskografi

### Albums
- 2002: Bring 'Em In
- 2004: Hurricane Bar
- 2006: Ode To Ochrasy
- 2009: Give Me Fire
- 2009: The Malevolence Of Mando Diao 2002-2007
- 2010: Above And Beyond: MTV Unplugged
- 2011: Ghosts&Phantoms
- 2012: Greatest Hits Volume 1
- 2012: Infruset
- 2014: Ælita
- 2017: Good Times
- 2019: BANG